# Parelhas
Parelhas é um município brasileiro do estado do Rio Grande do Norte. Está localizado na região do Seridó. De acordo com a estimativa realizada pelo IBGE (Instituto Brasileiro de Geografia e Estatística) no ano 2024, sua população era de 22.179 habitantes, ocupando a 27ª posição entre as cidades mais populosas do estado.

## História
O topônimo deste município teve origem numa competição esportiva conhecida como "parelhas", muito comum na região em meados do século XIX. Por ter suas várzeas planas e extensas a localidade conhecida como Boqueirão, às margens do Rio Seridó, tornou-se ponto de encontro tradicional de cavaleiros da época, que disputavam corridas montados em seus cavalos, sempre em duplas ou parelhas, numa espécie de jóquei rústico. O evento atraía habitantes de todas as redondezas e chegou a ser atração domingueira para as corridas, com direito a prêmio e festejos. O local passou a ser conhecido como "Boqueirão de Parelhas".
Depois da passagem por aqui do bandeirante Domingos Jorge Velho, em 1688, a primeira ocupação do solo parelhense aconteceu em 1700, com o tenente Francisco Fernandes de Souza que requereu e ganhou uma sesmaria de 3 léguas quadradas, incluindo a localidade denominada Boqueirão. Depois, só em meados do Século XIX, já com um aglomerado de casas construídas às margens do Rio Seridó, é que se tem informação mais concreta do povoamento. Foi quando estabeleceu-se epidemia do cólera morbus, que praticamente matou ou pôs debandada a pequena população local. Poucas famílias sobreviveram a doença e entre estas estavam Cosme Luiz, Sebastião Gomes de Oliveira e Félix Gomes.

### Registros históricos
A partir daí os registros históricos são sequenciados, principalmente a partir de 1856, com a construção da capela de São Sebastião, em agradecimento a uma graça alcançada por Cosme Luís e Sebastião Gomes (Sebastião "Chocalho") que, segundo a história, pediram o fim da epidemia no local e foram atendidos. Neste ano de 1856 ficou oficialmente convencionado a fundação da Vila de Parelhas. Dos marcos históricos da época apenas três não são conhecidos: a Igreja Matriz de São Sebastião, o Cemitério dos Coléricos do Boqueirão e outro do povoado Juazeiro.
Já no Juazeiro o cemitério memorial do coléricos ainda está preservado, com seus muros de pedra e argamassa como também a estrutura do oratório (capela) e que foi restaurado no final de 2005. Este cemitério secular foi construído por Virgínio Vaz de Carvalho, pai do patriarca Bernardino de Sena e Silva. Logo ao terminar a obra Virgínio e seu filho Manuel Vaz contraíram o cólera, vindo a falecer, sendo ali mesmo sepultados.
Em 26 de novembro de 1920, pela Lei n° 478, o povoado de Parelhas foi elevado à categoria de vila tendo sua freguesia criada no dia 8 de novembro, de 1926. Por força da Lei n° 630, o povoado foi desmembrado do município de Jardim do Seridó tornando-se município.
Depois de ganhar a categoria de município, Parelhas teve importante participação na política do estado, com a Revolução de 1930 durante o governo do interventor Mario Câmara que, em 1933, nomeou para prefeito de Parelhas o comerciante e fazendeiro paraibano Ageu de Castro, líder da facção Liberal ou "pelabucho", que entrou em confronto armado com os militantes do Partido Popular, conhecidos no Rio Grande do Norte como "Perrepistas". Os Perrepistas eram liderados em Parelhas pelo fazendeiro Florêncio Luciano com o apoio de toda a elite de coronéis da região.
As escaramuças partidárias culminaram com o famoso "tiroteio de 13 de agosto de 1934", durante um comício realizado na cidade pelos perrepistas. Este episódio foi noticiado na imprensa de quase todo o país.
Os efeitos da expansão urbana desordenada e a falta de políticas públicas voltadas para a área de História e Cultura e ainda a influência da ditadura militar, a partir dos anos 1960, fizeram desaparecer praticamente todo o referencial histórico e cultural de Parelhas, entre monumentos e documentários, dificultando sobremaneira o resgate e aprofundamento do Memorial do município.

## Geografia
De acordo com a atual divisão do Instituto Brasileiro de Geografia e Estatística (IBGE), vigente desde 2017, Parelhas pertence às regiões geográficas intermediária e imediata de Caicó. Até então, com a vigência das divisões em microrregiões e mesorregiões, fazia parte da microrregião do Seridó Oriental, que por sua vez estava incluída na mesorregião Central Potiguar. Com uma área de 513,507 km² (0,9724% da superfície estadual), limita-se com Carnaúba dos Dantas e Jardim do Seridó a norte; Equador a sul; Jardim do Seridó e Santana do Seridó a oeste e a leste com o estado da Paraíba (Nova Palmeira, Pedra Lavrada e São Vicente do Seridó). Está a 245 km de Natal, capital estadual, e 2 247 km de Brasília, capital federal.
O relevo do município, com altitudes médias entre 200 e 400 metros, é constituído pelo Planalto da Borborema, formada por terrenos antigos originários do período Pré-Cambriano, e pela Depressão Sertaneja, que abrange terrenos baixos de transição entre a Chapada do Apodi e o Planalto da Borborema. Parelhas está situado em área de abrangência de rochas que formam o embasamento cristalino, formadas durante o período Pré-Cambriano inferior, com idade entre 570 milhões e um bilhão de anos.

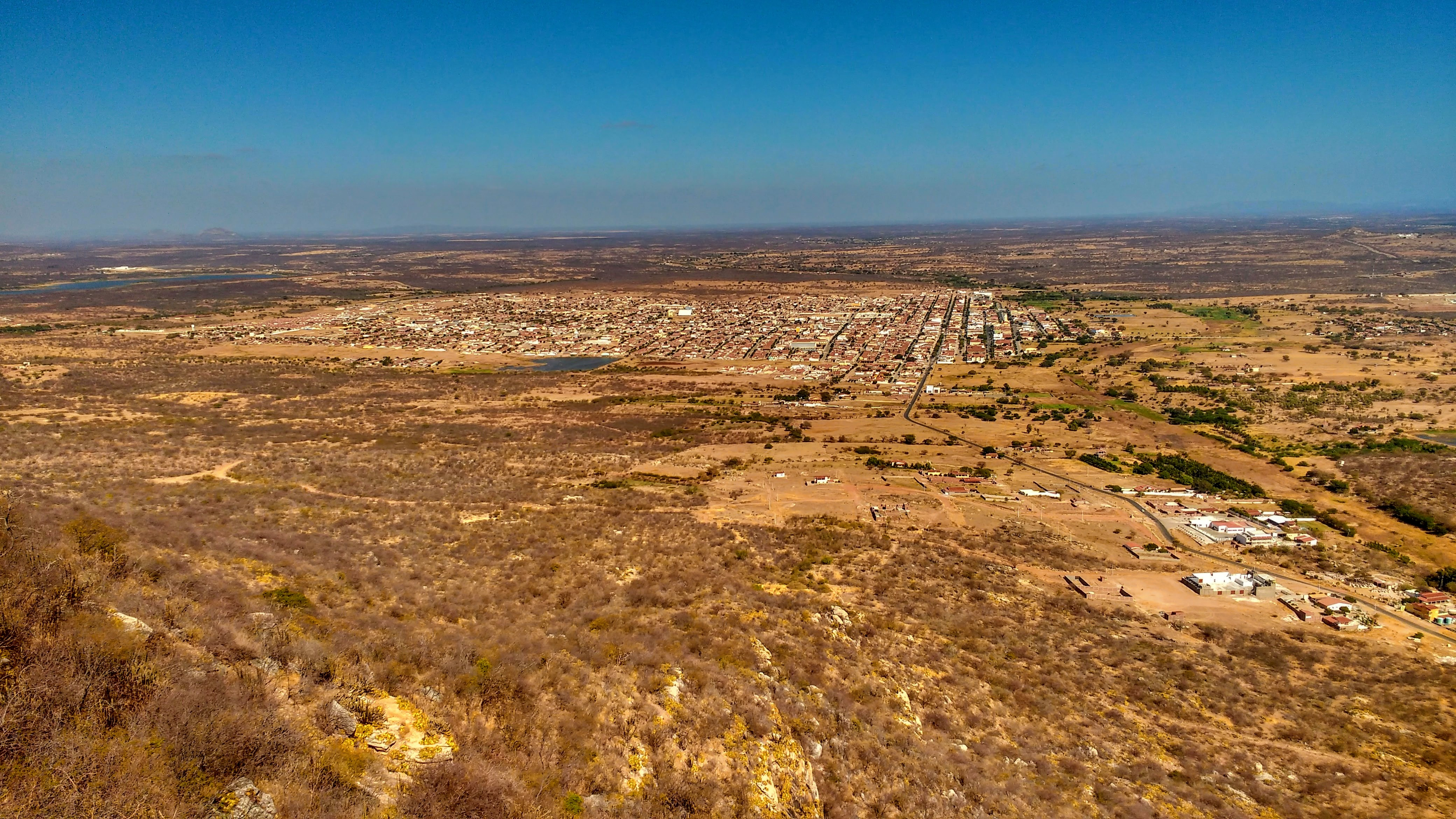
A cidade fotografada da Serra das Queimadas durante o período seco, quando a caatinga perde suas folhas

O solo parelhense é o litólico (chamado de neossolo na nova classificação brasileira de solos), altamente fértil e fortemente drenado, porém pouco profundo e pedregoso, sendo coberto por uma vegetação de pequeno porte, a caatinga, com espécies ralas e xerófitas. Entre as espécies mais comuns estão o facheiro (Pilosocereus pachycladus), o faveleiro (Cnidoscolus quercifolius), a jurema-preta (Mimosa hostilis), a macambira (Bromelia laciniosa), o mandacaru (Cereus jamacaru) e o xique-xique (Pilosocereus polygonus). O município abriga o Parque Estadual Florêncio Luciano, unidade de conservação criada em 10 de agosto de 1988 pelo decreto estadual 10 120, na gestão do governador Geraldo Melo.
Situado inteiramente na bacia hidrográfica do Rio Piranhas/Açu, Parelhas é cortado pelos rios Seridó e das Vazantes. O principal açude é o Boqueirão, com capacidade para 85,012 milhões de metros cúbicos (m³). Outros reservatórios importantes, com capacidade igual ou superior a 100 000 m³ de água, são Caldeirão (10 195 000 m³), Boa Vista dos Negros (500 000 m³), Dinarte Mariz (400 000 m³), Cantinho da Cobra (373 400 m³), Barragem da Cachoeira (300 000 m³), Cachoeira (200 000 m³) e Algodão (200 000 m³).
O clima de Parelhas é tropical semiárido, tipo BSh de acordo com a classificação climática de Köppen-Geiger, com chuvas concentradas no trimestre de fevereiro a abril. Segundo dados da Empresa de Pesquisa Agropecuária do Rio Grande do Norte (EMPARN), desde 1921 o maior acumulado de precipitação (chuva) em 24 horas registrado em Parelhas alcançou 185 mm em 7 de fevereiro de 1945. O mês mais chuvoso da série histórica é abril de 1974, com 485,4 mm. Desde o final de julho de 2020, quando entrou em operação uma estação meteorológica automática da EMPARN na cidade, a menor temperatura registrada em Parelhas foi de 18,1 °C em 25 de julho de 2024 e a maior atingiu 39,8 °C em 7 de fevereiro de 2021.
| Dados climatológicos para Parelhas                                                              | Dados climatológicos para Parelhas | Dados climatológicos para Parelhas | Dados climatológicos para Parelhas | Dados climatológicos para Parelhas | Dados climatológicos para Parelhas | Dados climatológicos para Parelhas | Dados climatológicos para Parelhas | Dados climatológicos para Parelhas | Dados climatológicos para Parelhas | Dados climatológicos para Parelhas | Dados climatológicos para Parelhas | Dados climatológicos para Parelhas | Dados climatológicos para Parelhas |
| Mês                                                                                             | Jan                                | Fev                                | Mar                                | Abr                                | Mai                                | Jun                                | Jul                                | Ago                                | Set                                | Out                                | Nov                                | Dez                                | Ano                                |
| ----------------------------------------------------------------------------------------------- | ---------------------------------- | ---------------------------------- | ---------------------------------- | ---------------------------------- | ---------------------------------- | ---------------------------------- | ---------------------------------- | ---------------------------------- | ---------------------------------- | ---------------------------------- | ---------------------------------- | ---------------------------------- | ---------------------------------- |
| Temperatura máxima recorde (°C)                                                                 | 39,1                               | 39,8                               | 38,1                               | 37,1                               | 36,8                               | 36,1                               | 36,5                               | 37,6                               | 39                                 | 39,1                               | 39,2                               | 39,1                               | 39,8                               |
| Temperatura mínima recorde (°C)                                                                 | 21,3                               | 22,2                               | 21,8                               | 21,9                               | 20,9                               | 20,4                               | 18,1                               | 18,8                               | 19,8                               | 21,3                               | 22,3                               | 20,9                               | 18,1                               |
| Precipitação (mm)                                                                               | 53,6                               | 105,5                              | 152,8                              | 132,9                              | 50,5                               | 20,6                               | 10,7                               | 4                                  | 2,7                                | 3,4                                | 6,1                                | 18,2                               | 561                                |
| Fonte: EMPARN (médias de precipitação: 1921-2020; recordes de temperatura: 28/07/2020-presente) |                                    |                                    |                                    |                                    |                                    |                                    |                                    |                                    |                                    |                                    |                                    |                                    |                                    |

## Demografia
A população de Parelhas no censo demográfico de 2010 era de 20 354 habitantes, sendo o 27º município mais populoso do Rio Grande do Norte, apresentando uma densidade populacional de 39,67 km². Desse total, 17 084 habitantes viviam na zona urbana (83,93%) e 3 270 na zona rural (16,07%). Ao mesmo tempo, 10 393 eram do sexo feminino (51,06%) e 9 961 do sexo masculino (48,94%), tendo uma razão de sexo de 95,84. Quanto à faixa etária, 4 905 habitantes tinham menos de 15 anos (24,1%), 13 484 entre 15 e 64 anos (66,25%) e 1 965 acima de 65 anos ou mais (9,65%). Ainda segundo o mesmo censo, a população era formada por 13 441 brancos (66,04%), 5 276 pardos (25,92%), 1 392 pretos (6,84%), 239 amarelos (0,17%) e seis indígenas (0,03%).
Levando-se em conta a nacionalidade da população, todos os habitantes eram brasileiros natos. Em relação à região de nascimento, 20 091 eram nascidos na Região Nordeste (98,71%), 195 no Sudeste (0,96%), 53 no Centro-Oeste (0,26%) e 15 no Norte (0,08%). 18 587 habitantes eram naturais do Rio Grande do Norte (91,32%) e, desse total, 16 222 nascidos em Parelhas (79,7%). Entre os naturais de outras unidades da federação, havia 1 313 paraibanos (6,45%), 77 baianos (0,38%), 69 mineiros (0,34%), 67 fluminenses (0,33%), 59 paulistas (0,29%), 56 pernambucanos (0,27%), 37 brasilienses (0,18%), 31 cearenses (0,15%), dezesseis goianos (0,08%), quinze paraenses (0,08%), dez sergipanos (0,05%), nove piauienses (0,04%) e nove maranhenses (0,04%).
O Índice de Desenvolvimento Humano (IDH-M) do município é considerado médio, de acordo com dados do Programa das Nações Unidas para o Desenvolvimento. Segundo dados do relatório de 2010, divulgados em 2013, seu valor era de 0,676, sendo o décimo primeiro maior do Rio Grande do Norte (PNUD) e o 2 524 º do Brasil. Considerando-se apenas o índice de longevidade, seu valor é de 0,802, o valor do índice de renda é de 0,625 e o de educação é de 0,617. De 2000 a 2010, o índice de Gini passou de 0,52 para 0,45 e a proporção de pessoas com renda domiciliar per capita de até R$ 140 caiu de 44,8% para 18,4%, apresentando uma redução de 59%. Em 2010, 81,6% da população vivia acima da linha de pobreza, 12,1%% entre as linhas de indigência e de pobreza e 6,3% estava abaixo da linha de indigência. No mesmo ano, os 20% mais ricos eram responsáveis por 49,6% do rendimento total municipal, valor 10,2 vezes superior à dos 20% mais pobres, que era de apenas 4,9%.

### Religião
Conforme divisão oficial da Igreja Católica, Parelhas está inserido na Diocese de Caicó, com sede no município de mesmo nome, estando situado no Zonal III dessa diocese. A paróquia de Parelhas, que tem como padroeiro São Sebastião, foi criada em 8 de dezembro de 1920, e sua sede é a Igreja Matriz de São Sebastião.  No censo de 2010 o catolicismo romano era a religião da maioria da população, com 17 007 adeptos, ou 83,56% dos habitantes.
Parelhas também possui diversos credos protestantes ou reformados. Em 2010, 2 154 habitantes se declararam evangélicos (10,58%), sendo que 1 041 pertenciam às evangélicas de origem pentecostal (5,12%), 378 às evangélicas de missão (1,86%) e 734 a igrejas evangélicas não determinadas (3,61%). Das igrejas evangélicas pentecostais, 752 pertenciam à Assembleia de Deus (3,7%), 42 à Igreja Universal do Reino de Deus (0,21%), 31 à Comunidade Evangélica (0,15%), 29 à Igreja Deus é Amor (0,15%) e 186 a outras igrejas (0,91%). Em relação às evangélicas de missão, 261 eram adventistas (1,27%), 108 presbiterianos (0,53%) e nove batistas (0,04%).
Além do catolicismo romano e do protestantismo, também existiam 59 espíritas (0,29%) e vinte testemunhas de Jeová (0,1%). Outros 1 083 não tinham religião (5,32%), entre os quais 23 ateus (0,11%), e 25 pertenciam a outras religiosidades cristãs (0,12%).

## Política
O poder executivo do município de Parelhas é representado pelo prefeito e seu gabinete de secretários, seguindo o modelo proposto pela Constituição Federal. O primeiro prefeito eleito do município foi Laurentino Bezerra Neto (1927), e o atual é Tiago de Medeiros Almeida, do Partido do Social Democracia Brasileira (PSDB), e o vice Humberto Alves Gondim do Partido do Social Democracia Brasileira (PSDB), eleitos nas eleições municipais de 2020 com 55,44% dos votos válidos. O poder legislativo é constituído pela câmara municipal, composta por onze vereadores, o atual presidente da casa é Alyson Wagner Oliveira, do Partido da Social Democracia Brasileira (PSDB). Cabe à casa elaborar e votar leis fundamentais à administração e ao executivo, especialmente o orçamento municipal (conhecido como Lei de Diretrizes Orçamentárias).
Em complementação ao processo legislativo e ao trabalho das secretarias, existem também alguns conselhos municipais em atividade; são eles: Assistência Social, Direito da Criança e do Adolescente, Educação, Meio Ambiente, Saúde e Trabalho/Emprego. O município se rege por sua lei orgânica, promulgada em 3 de abril de 1990, e é sede de uma comarca de segunda entrância, do Poder Judiciário do Rio Grande do Norte, cujos termos são Equador e Santana do Seridó. De acordo com o Tribunal Superior Eleitoral, Parelhas possuía, em dezembro de 2014, 15 373 eleitores, o que representa 0,661% do eleitorado do Rio Grande do Norte.

## Subdivisões
O município de Parelhas é constituído apenas do distrito-sede e sua zona urbana se divide em sete bairros, além do Centro urbano. O bairro Cruz do Monte, com 4 421 habitantes, é o mais populoso da cidade. A zona rural é formada por várias comunidades.
| Bairros oficiais de Parelhas (IBGE/2010) |           |        |          |
| Bairro                                   | População | Homens | Mulheres |
| Boqueirão                                | 1 164     | 580    | 584      |
| Centro                                   | 3 323     | 1 513  | 1 810    |
| Cruz do Monte                            | 4 421     | 2 196  | 2 225    |
| Dinarte Mariz                            | 2 373     | 1 132  | 1 241    |
| Ivan Bezerra                             | 1 418     | 711    | 707      |
| Maria Terceira                           | 2 605     | 1 274  | 1 331    |

## Economia
Conforme dados de 2012, o Produto Interno Bruto (PIB) do município era de R$ 154 133 mil, sendo R$ 108 513 do setor terciário, R$ 26 348 mil do setor secundário e R$ 6 855 mil do setor primário e 12 418 mil de impostos sobre produtos líquidos de subsídios a preços correntes. O PIB per capita era de R$ 7 514,64. Em 2010, da população acima de dezoito anos, 60,5% eram economicamente ativas, 33% inativas e 6,5% desocupados.
Na pecuária, Parelhas possuía, em 2013, um rebanho de 8 914 bovinos, 7 615 galináceos, 2 937 caprinos, 2 912 ovinos, 266 suínos, 254 codornas e 179 equinos. No mesmo ano, também foram produzidos 2,165 milhões de litros de leite. Na produção agrícola municipal destaca-se a produção de banana, batata-doce, castanha de caju, coco-da-baía, feijão, goiaba, laranja, limão, mamão, manga e tomate.
Na indústria, Parelhas é o maior produtor de telhas do Rio Grande do Norte, sendo, por isso, conhecido como "a capital da telha", possuindo mais de quarenta indústrias. Em 2010, 26,59% da população economicamente ativa trabalhava no setor industrial, sendo 16,45% na indústria de transformação, 7,57% na construção civil, 1,7% na indústria extrativa e 0,87% nos serviços de utilidade pública.
No setor terciário, 37,77% trabalhavam na prestação de serviços e 18,25% no setor comercial. Salários, juntamente com outras remunerações, somavam 30 236 mil reais e o salário médio mensal do município era de 1,4 salários mínimos. Havia 637 unidades locais, sendo 624 atuantes.

## Infraestrutura
Parelhas possuía, em 2010, 6 067 domicílios, sendo 5 077 na zona urbana (83,68%) e 990 na zona rural (16,32%). Desse total, 4 707 eram próprios (77,58%), dos quais 4 596 quitados (75,75%) e 111 em processo de aquisição (1,83%); 733 alugados (12,08%); 613 cedidos (10,1%), 77 por empregador (1,27%) e 536 de outra forma (8,83%); e 14 sob outras condições (0,23%).
O serviço de abastecimento de água no município é feito pela Companhia de Águas e Esgotos do Rio Grande do Norte (CAERN). Em 2010, 5 230 domicílios eram abastecidos pela rede geral (86,2%); 582 por meio de poços (5,82%); 79 através de rio(s), açude(s), lago(s) ou igarapé(s) (1,3%) e 27 por carros-pipa ou água da chuva, além de 149 de outras formas (2,46%). A empresa responsável pelo abastecimento de energia elétrica é a Companhia Energética do Rio Grande do Norte (COSERN). A voltagem da rede é de 220 volts. Do total de domicílios, 6 027 possuíam energia elétrica (99,28%), dos quais 6 017 através da distribuidora (99,18%) e sete de outra(s) fonte(s) (0,12%). O lixo era coletado em 5 380 domicílios (88,68%), sendo 5 367 pelo serviço de limpeza (88,46%) e treze por caçambas (0,21%).
O código de área (DDD) de Parelhas é 084 e o Código de Endereçamento Postal (CEP) é 59920-000. Desde 10 de novembro de 2008 o município é servido pela Portabilidade de números telefónicos, juntamente com outras cidades de DDDs 33 e 38, em Minas Gerais; 44, no Paraná; 49, em Santa Catarina; além de outros municípios com código 84, no Rio Grande do Norte. Conforme dados do censo de 2010, 4 412 domicílios tinham somente telefone celular (72,81%), 429 possuíam celular e fixo (7,08%) e 116 apenas telefone fixo (1,92%).
A frota municipal em 2014 era de 2 853 motocicletas, 2 340 automóveis, 719 motonetas, 572 caminhonetes, 425 caminhões, 101 camionetes, 43 caminhões trator, 42 ônibus, 32 micro-ônibus, 23 utilitários e 110 em outras categorias, totalizando 7 260 veículos. O município é atravessado por apenas duas rodovias, ambas estaduais, que são a RN-086, que liga Parelhas à rodovia federal BR-427 (em Carnaúba dos Dantas) e ainda aos municípios de Equador e Santana do Seridó, e a RN-088 (Rodovia Deputado Paulo Gonçalves), que faz ligação com Jardim do Seridó.

### Saúde
A rede de saúde de Parelhas dispunha, em 2009, de vinte estabelecimentos (quinze públicos e cinco privados), dentre hospitais, postos de saúde e pronto-socorros, com um total de 49 leitos para internação (2,4 leitos por mil habitantes), entre os quais o Hospital Municipal Doutor José Augusto Dantas, unidade mista de saúde, que presta atendimento ao Sistema Único de Saúde (SUS), contando com serviços de atendimento ambulatorial, SADT (Serviço Auxiliar de Diagnóstico e Terapia), urgência e emergência, além de 22 leitos nas especialidades de clínica geral, pediatria clínica e psiquiatria. Parelhas pertence à IV Unidade Regional de Saúde Pública do Rio Grande do Norte (URSAP-RN), sediada em Caicó.
Em 2010, a expectativa de vida ao nascer do município era de 73,09 anos, com um índice de longevidade de 0,802, e a taxa de mortalidade infantil era de 18,3 por mil nascidos vivos. No mesmo ano, a rede profissional de saúde era constituída por 38 médicos, 23 auxiliares de enfermagem, dezesseis cirurgiões-dentistas, doze enfermeiros, quatro farmacêuticos, quatro técnicos de enfermagem, três nutricionistas, três assistentes sociais, três psicólogos, dois fisioterapeutas e um fonoaudiólogo. Segundo dados do Ministério da Saúde, dezenove casos de AIDS foram registrados em Parelhas entre 1990 e 2012 e, entre 2001 e 2011, foram notificados 1 298 casos de dengue, três de leishmaniose e um de malária. Em 2012, 98% das crianças menores de um ano de idade estavam com a carteira de vacinação em dia e, entre as crianças menores de dois anos pesadas pelo Programa Saúde da Família (PSF), 1,1% estavam desnutridas.

### Educação
O fator "educação" do IDH no município atingiu em 2010 a marca de 0,617, ao passo que a taxa de alfabetização da população acima dos dez anos indicada pelo último censo demográfico do mesmo ano foi de 84,2% (80,4% para os homens e 87,8% para as mulheres). Ainda em 2010, Parelhas possuía uma expectativa de anos de estudos de 10,3 anos, valor acima da média estadual (9,54 anos). A taxa de conclusão do ensino fundamental, entre jovens de 15 a 17 anos, era de 53,5%, enquanto o percentual de conclusão do ensino médio (18 a 24 anos) era de 46,1%. Em 2012, 13,4% das crianças e adolescentes com faixa etária entre seis e catorze anos de idade estavam fora da escola. Em 2013, A distorção idade-série entre alunos do ensino fundamental, ou seja, com com idade superior à recomendada, era de 12,5% para os anos iniciais e 36,4% nos anos finais, enquanto no ensino médio essa defasagem chegava a 41%.
No censo de 2010, da população total, 5 790 frequentavam creches ou escolas, sendo 4 864 na rede pública de ensino (84,01%) e 926 em redes particulares (15,99%). Desse total, 3 108 cursavam o regular do ensino fundamental (53,69%), 942 o regular do ensino médio (16,28%), 613 faziam cursos superiores de graduação (10,59%), 392 em creches (6,77%), 101 na educação de jovens e adultos do ensino fundamental (1,75%), 365 estavam no ensino pré-escolar (6,31%), 208 na classe de alfabetização (3,59%) e 60 na educação de jovens e adultos do ensino médio (1,03%). Levando-se em conta o nível de instrução da população com idade superior a dez anos, 10 003 não possuíam instrução e fundamental incompleto (57,9%), 3 671 tinham ensino médio completo e superior incompleto (21,25%), 2 778 com fundamental completo e médio incompleto (16,08%), 694 com superior completo (4,02%) e 130 com nível indeterminado (0,75%).
Em 2012 Parelhas possuía uma rede de dezenove escolas de ensino fundamental (com 155 docentes), nove do pré-escolar (trinta docentes) e quatro de ensino médio (46 docentes). Recentemente, o município ganhou uma instituição de ensino superior, com as recentes instalações de um câmpus avançado do Instituto Federal do Rio Grande do Norte (IFRN), em atividade desde maio de 2015.

## Cultura

### Eventos e atrações turísticas
Parelhas realiza uma diversa quantidade de eventos anuais. Os principais são a festa do padroeiro São Sebastião, entre os dias 10 e 20 de janeiro, com a realização de novenas e missas em homenagem à aparição mariana, além da apresentação de bandas católicas, encerrando-se com a procissão; o Encontro dos Jipeiros do Seridó, normalmente no mês de abril; o Forró Folia, carnaval fora de época realizado em maio ou em agosto; a festa de emancipação política, no dia 8 de novembro; a Festa dos Caminhoneiros, em outubro ou novembro e o FECAP (Festival de Cultura), também no mês de novembro.
Além das festividades, Parelhas também conta com diversas atrações turísticas, entre elas a barragem do Boqueirão e as serras da Arreia, da Coruja, das Gargantas, das Queimadas, do José Elias, Maniçoba, dos Marimbondos e Tibiri. Também se destacam o Sítio Mirador (encravada na Serra das Queimadas, apresentando pinturas rupestres) e o Terminal Turístico do Boqueirão.

### Feriados municipais
Segundo a Associação do Ministério Público do Estado do Rio Grande do Norte (AMPERN), em Parelhas há, além dos feriados nacionais, estaduais e dos pontos facultativos, três feriados municipais, que são os dias 20 de janeiro, dia do padroeiro municipal, São Sebastião; 24 de junho, dia de São João e 8 de novembro, data de emancipação política do município.